# 大溶江站
大溶江站位于中国广西壮族自治区桂林市兴安县溶江镇，为湘桂铁路车站，距离衡阳站320千米，距离凭祥站693千米。该站建于1938年，现为四等站，已不办理客运业务。。